# Epiophlebia sinensis
Epiophlebia sinensis là loài chuồn chuồn trong họ Epiophlebiidae. Loài này được Li & Nel mô tả khoa học đầu tiên năm 2011.